# انحياز للسواء

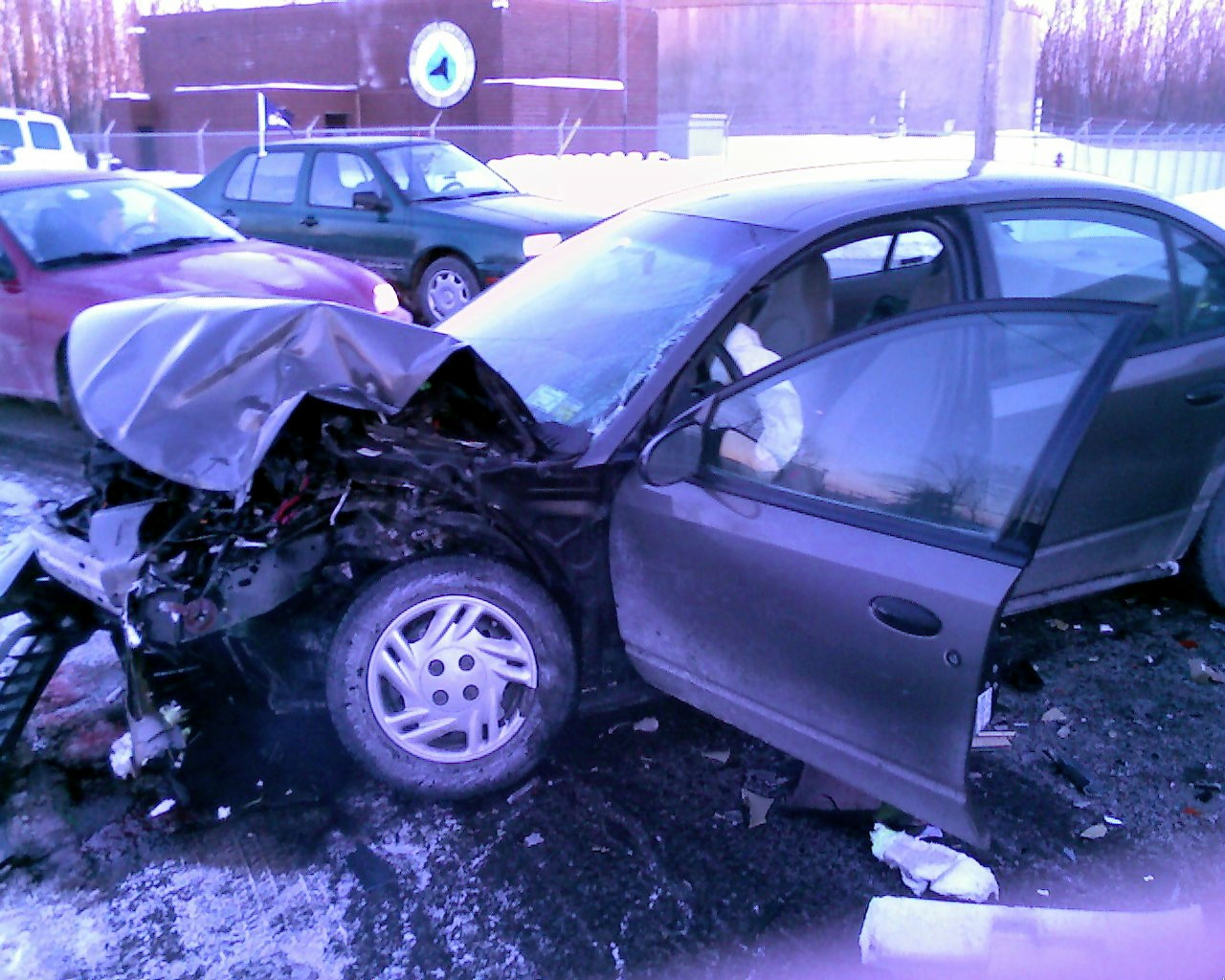

الانحياز للسواء أو التحيز للحالة الطبيعية (بالإنجليزية: normalcy bias)‏ هو حالة عقلية يدخل فيها الشخص عندما يواجه كارثة. وتُمكنه من التقليل من احتمال وقوع الكارثة أو آثارها المحتملة، لأنها تتسبب في انحياز الشخص للاعتقاد بأن الأمور سوف تعمل بالطريقة الطبيعة التي دائما ما تعمل بها في الحالة العادية. وقد يؤدي ذلك إلى حالات يفشل فيها الأشخاص في الإعداد الكافي، أو على نطاق أوسع، فشل الحكومات في إشراك السكان في الاستعدادات للكوارث.
الافتراض الذي يتم في حالة التحيز للسواء (للطبيعية) هو أنه بما أن المرء لم يعاني شخصيا من كارثة، فإنها لن تحدث له أبدا. ويمكن أن يؤدي ذلك إلى عدم قدرة الأشخاص على مواجهة الكارثة بمجرد حدوثها. الأشخاص الذين يعانون من التحيز للسواء لديهم صعوبات في الاستجابة للأحداث لم يشهدوها من قبل. كما أنهم يميلون إلى تفسير التحذيرات بأكثر الطرق الممكنة تفاؤلا، والتحيز للسواء هو في الأساس «الرغبة في الوضع الراهن».